# پروین ملکی
پروین ملکی (زاده ۱۳۲۶، تهران) بازیگر سینما، تئاتر و تلویزیون ایران است.

## فیلم‌شناسی

### سینما[۳]
| سال  | نام مجموعه             | کارگردان                    |
| ---- | ---------------------- | --------------------------- |
| ۱۴۰۱ | بانک زده‌ها             | جواد اردکانی                |
| ۱۳۹۹ | گل مهربونی             | داریوش احمدیان              |
| ۱۳۹۶ | دختر شیطان (فیلم ۱۳۹۶) | قربان محمدپور               |
| ۱۳۹۴ | مشکل گیتی              | بهرام کاظمی                 |
| ۱۳۹۳ | کوچه بی‌نام             | هاتف علیمردانی              |
| ۱۳۹۳ | احتمال باران اسیدی     | بهتاش صناعی‌ها               |
| ۱۳۹۳ | فرار سرباز شایان       | رسول صانعی، امیرحسین قاسمی  |
| ۱۳۹۳ | فرید بهاری             | مهرداد خوشبخت               |
| ۱۳۹۲ | خواب‌زده‌ها              | فریدون جیرانی               |
| ۱۳۹۲ | مردن به وقت شهریور     | هاتف علیمرادی               |
| ۱۳۹۱ | رژیم طلایی             | رضا سبحانی                  |
| ۱۳۹۱ | بلوک۹ خروجی۲           | علیرضا امینی                |
| ۱۳۹۱ | دهلیز                  | بهروز شعیبی، سید محمود رضوی |
| ۱۳۸۸ | هر شب تنهایی           | رسول صدرعاملی               |

### تلویزیون
| سال       | نام مجموعه                     | کارگردان                        |
| --------- | ------------------------------ | ------------------------------- |
| ۱۴۰۱      | جیران                          | حسن فتحی                        |
| ۱۴۰۰      | خوشنام                         | علیرضا نجف زاده                 |
| ۱۳۹۹-۱۴۰۱ | ارثیه پدری                     | میلاد بنایی و مهدی نقویان       |
| ۱۳۹۸      | بانوی سردار                    | پرویز شیخ طادی                  |
| ۱۳۹۶      | بوی باران (مجموعه تلویزیونی)   | محمود معظمی                     |
| ۱۳۹۶      | ستارخان                        | محمد رضا ورزی                   |
| ۱۳۹۶      | محکومین                        | حسین قناعت و سید جمال سید حاتمی |
| ۱۳۹۶      | دخترگمشده                      | احمد کاوری                      |
| ۱۳۹۵      | پریا                           | حسین سهیلی زاده                 |
| ۱۳۹۴      | نفس گرم                        | محمد مهدی عسگرپور               |
| ۱۳۹۴      | کیمیا                          | جواد افشار                      |
| ۱۳۹۴      | شهرزاد (مجموعه نمایش خانگی)    | حسن فتحی                        |
| ۱۳۹۴      | سایه                           | مسعود نوابی                     |
| ۱۳۹۲      | بچه‌های نسبتاً بد                | سیروس مقدم                      |
| ۱۳۹۱      | چمدان                          | خسرو ملکان                      |
| ۱۳۹۱      | تکیه بر باد (مجموعه تلویزیونی) | محمود معظمی                     |
| ۱۳۹۰      | پنج کیلومتر تا بهشت            | علیرضا افخمی                    |
| ۱۳۹۰      | سپیده                          | حسین آقاهرندی                   |
| ۱۳۹۰      | راه شب                         | داریوش فرهنگ                    |
| ۱۳۸۹      | فاصله‌ها                        | حسین سهیلی زاده                 |
| ۱۳۸۷      | ای دوست مرا به خاطر آور        | حمید نعمت‌الله                   |
| ۱۳۸۵      | ترش و شیرین                    | رضا عطاران                      |
| ۱۳۸۴      | شهریار                         | کمال تبریزی                     |
| ۱۳۸۴      | متهم‌گریخت                      | رضا عطاران                      |
| ۱۳۸۳      | من یک مستأجرم                  | پریسا بخت آور                   |
| ۱۳۸۱      | پشت کنکوری‌ها                   | پریسا بخت آور                   |